# Zhongfang
Der Kreis Zhongfang (中方县,  Zhōngfāng Xiàn) ist ein Kreis, der zum Verwaltungsgebiet der bezirksfreien Stadt Huaihua im Westen der Provinz Hunan der Volksrepublik China gehört.
Der Stadtbezirk wurde im Jahr 1997 mit der Erhebung Huaihuas zur bezirksfreien Stadt neu gegründet. Er hat eine Fläche von 1.467 km² und zählt 233.378 Einwohner (Volkszählung 2020). Sein Hauptort ist die gleichnamige Großgemeinde Zhongfang (中方镇).

## Administrative Gliederung
Auf Gemeindeebene setzt sich der Kreis aus sieben Großgemeinden und fünfzehn Gemeinden (davon eine der Yao) zusammen. 